# Col du Brünig
Le col du Brünig (en allemand Brünigpass) est un col de Suisse situé à 1 008 mètres d'altitude. Il relie Meiringen dans l'Oberland bernois à Lungern en Suisse centrale. Il est traversé par la route principale 4 et la voie de chemin de fer à voie étroite de la Zentralbahn. Ce col permet d'atteindre la station de sports d'hiver Hasliberg.
La route a été tracée entre 1861 et 1868, a une déclivité de 8 % et une longueur de 20 kilomètres. Elle est ouverte toute l'année.

## Tourisme
Le col est une étape de la ViaJacobi du pèlerinage de Saint-Jacques-de-Compostelle depuis Einsiedeln.